# Maracanã (arena)

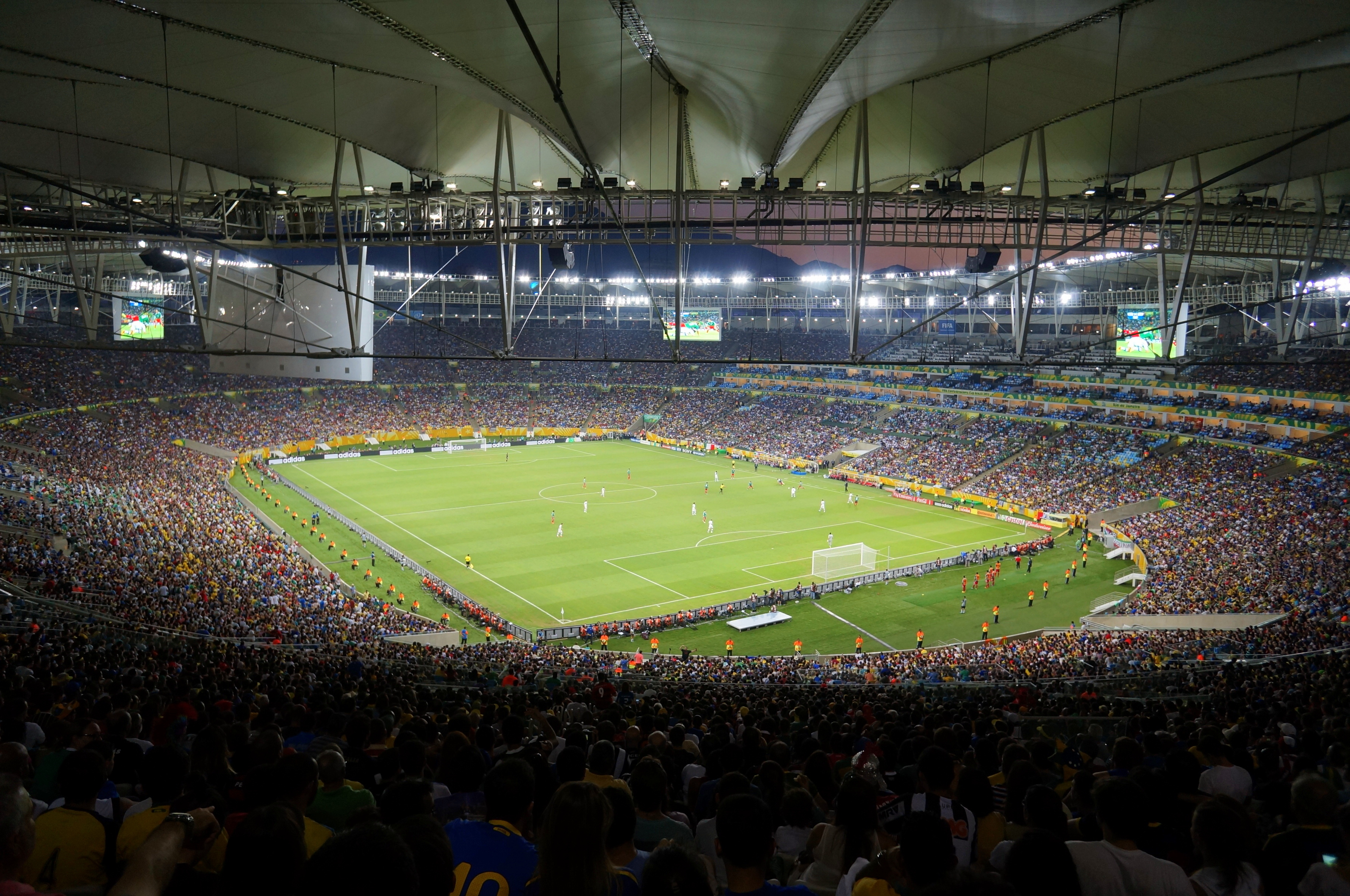
Interiör efter renoveringen, här under matchen mellan Italien-Mexiko i Fifa Confederations Cup 2013.

Maracanã  (portugisiska: Estádio do Maracanã;  UTTAL) är en fotbollsarena i stadsdelen Maracanã i Rio de Janeiro i Brasilien. Den var 1950–1992 världens största fotbollsstadion. Arenan heter officiellt Estádio Jornalista Mário Filho, men Maracanã (efter stadsdelen där stadion ligger) är namnet i folkmun. På området finns också en stor sporthall, en simstadion samt en mindre fotbollsarena.
Maracanã är hemmaplan för klubbarna Flamengo och Fluminense och är beläget cirka 3 kilometer väster om Rios mest centrala del.

## Historia
Bygget av arenan påbörjades den 2 augusti 1948. Invigningen skedde den 16 juni 1950 med all star-matchen Rio de Janeiro–São Paulo (1–3). Maracanã byggdes inför fotbolls-VM 1950 och hade från början plats för cirka 180 000 åskådare. Den sista matchen i VM:s slutspelsserie (i praktiken, om än inte till namnet, en VM-final) mellan Brasilien och Uruguay (1–2) lockade uppskattningsvis 210 000 åskådare den 16 juli 1950. Officiell publiksiffra var 173 850.
1965, först 17 år efter det första spadtaget, blev Maracanã helt färdigbyggd. Sedan 1966 är arenans officiella namn Estádio Jornalista Mário Filho, döpt efter sportjournalisten Mário Rodrigues Filho (1908–1966), som var en av de främsta pådrivarna för bygget av stadion.
Vid musikfestivalen Rock in Rio 2, 26 januari 1991, uppträdde den norska gruppen A-ha här inför 198 000.
1992 rasade en läktarsektion och tre åskådare dödades. Därefter renoverades arenan och publikkapaciteten minskades av säkerhetsskäl till 103 045, varav 73 196 sittande.
Inför Panamerikanska spelen 2007 i Rio de Janeiro genomgick arenan en omfattande renovering, och alla återstående ståplatser ersattes av sittplatser. Publikkapaciteten minskade efter detta till 88 992.
Arenan har utsetts till finalarena för fotbolls-VM 2014. Den har inför detta genomgått ytterligare ombyggnader under 2013, där den bland annat fick ett nytt tak tillverkat av Polytetrafluoreten, som täcker 95 procent av åskådarplatserna. Den nya kapaciteten fastställdes till 78 838 sittplatser.
Olympiska sommarspelen 2016 hade sin öppningsceremoni och vissa fotbollsmatcher i arenan.